# Karzinophobie
Eine Karzinophobie (von altgriechisch καρκίνος karkínos, deutsch ‚Krebs‘, und φόβος phóbos, deutsch ‚Furcht‘) bezeichnet die krankhaft übersteigerte Angst vor einer eigenen Krebserkrankung. Sie wird zu den hypochondrischen Störungen gerechnet und ist im eigentlichen Sinne keine Phobie, sondern eine Somatoforme Störung.
Wie bei anderen hypochondrischen Störungen auch, sind die Betroffenen davon überzeugt, an einer Krebserkrankung zu leiden. Es kommt zu einer beharrlichen Beschäftigung mit der Krankheit, manifestiert durch anhaltende typische körperliche Beschwerden. Ein weiteres Leitbild ist die anhaltende Weigerung, den Rat und die Versicherung mehrerer Ärzte zu akzeptieren, dass den Symptomen keine körperliche Krankheit zugrunde liegt.
Die Karzinophobie wird auch Kanzerophobie oder Krebsangst bezeichnet.